# Stadtkirche St. Marien (Celle)

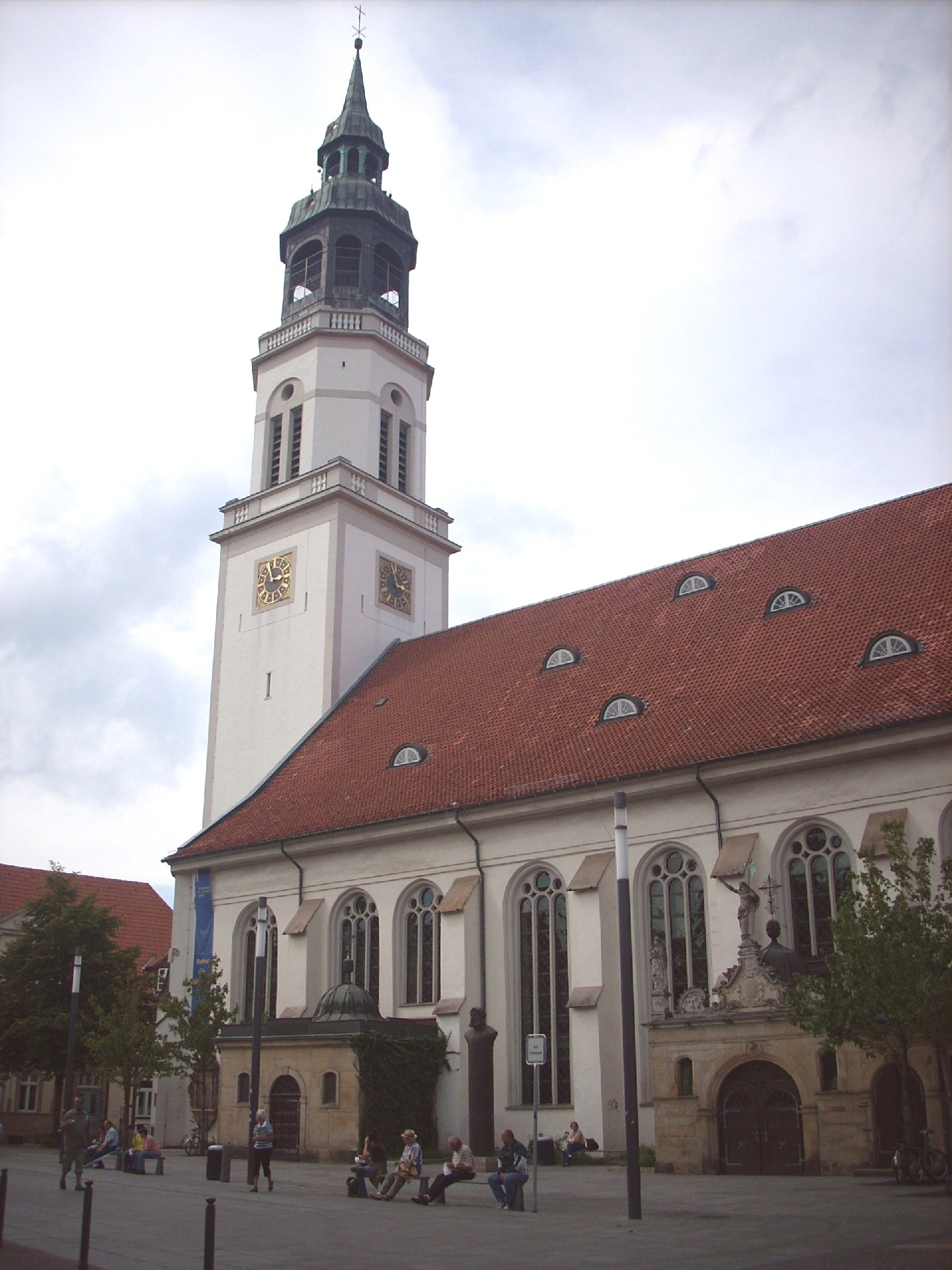
Stadtkirche St. Marien in Celle (Südost)

Die Stadtkirche St. Marien ist die evangelisch-lutherische Stadtkirche von Celle. Sie ist die Hauptpredigtkirche des ev.luth. Kirchenkreises Celle und pastoraler Sitz der Superintendentin.

## Baugeschichte

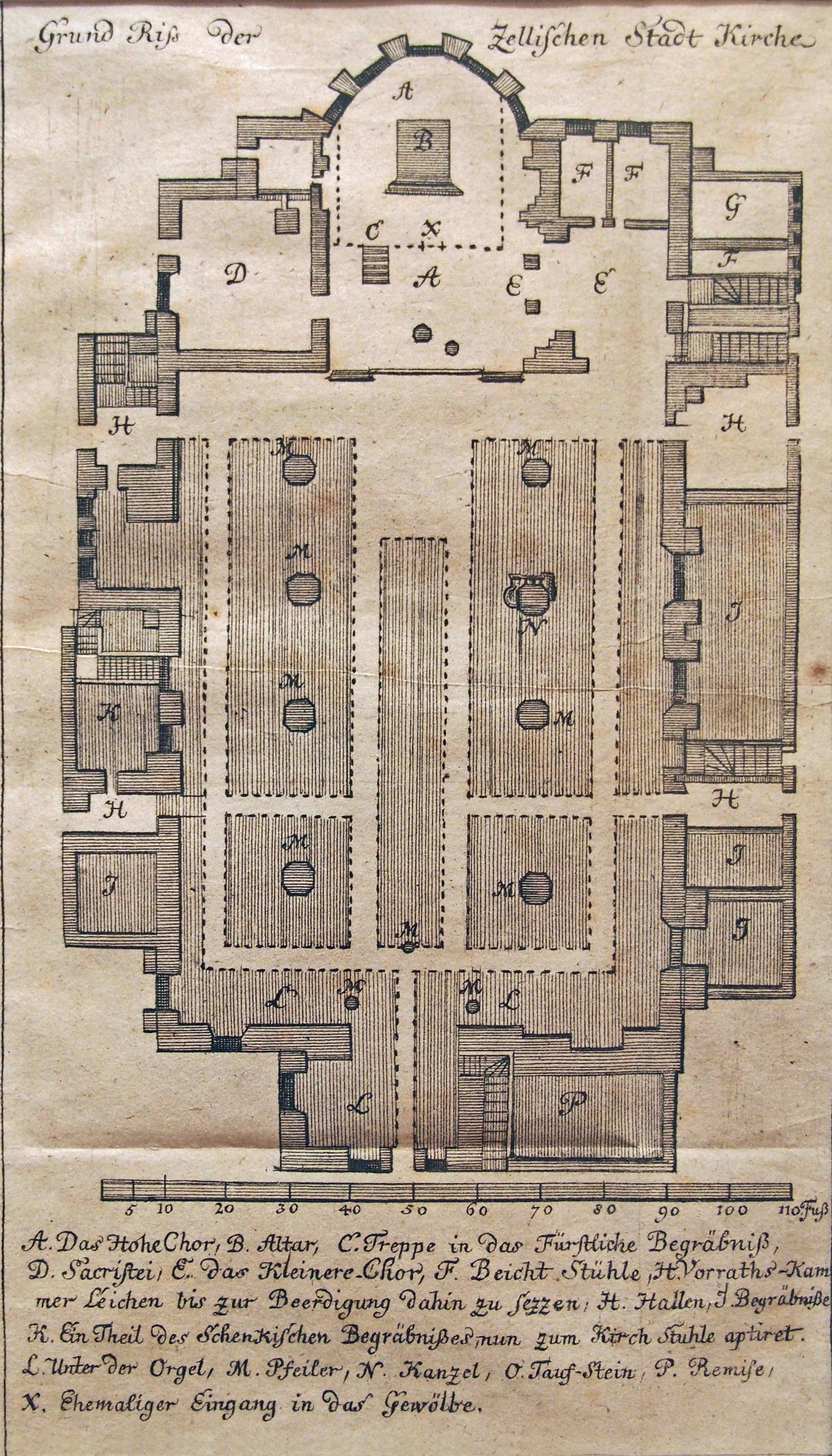
Grundriss (1763)

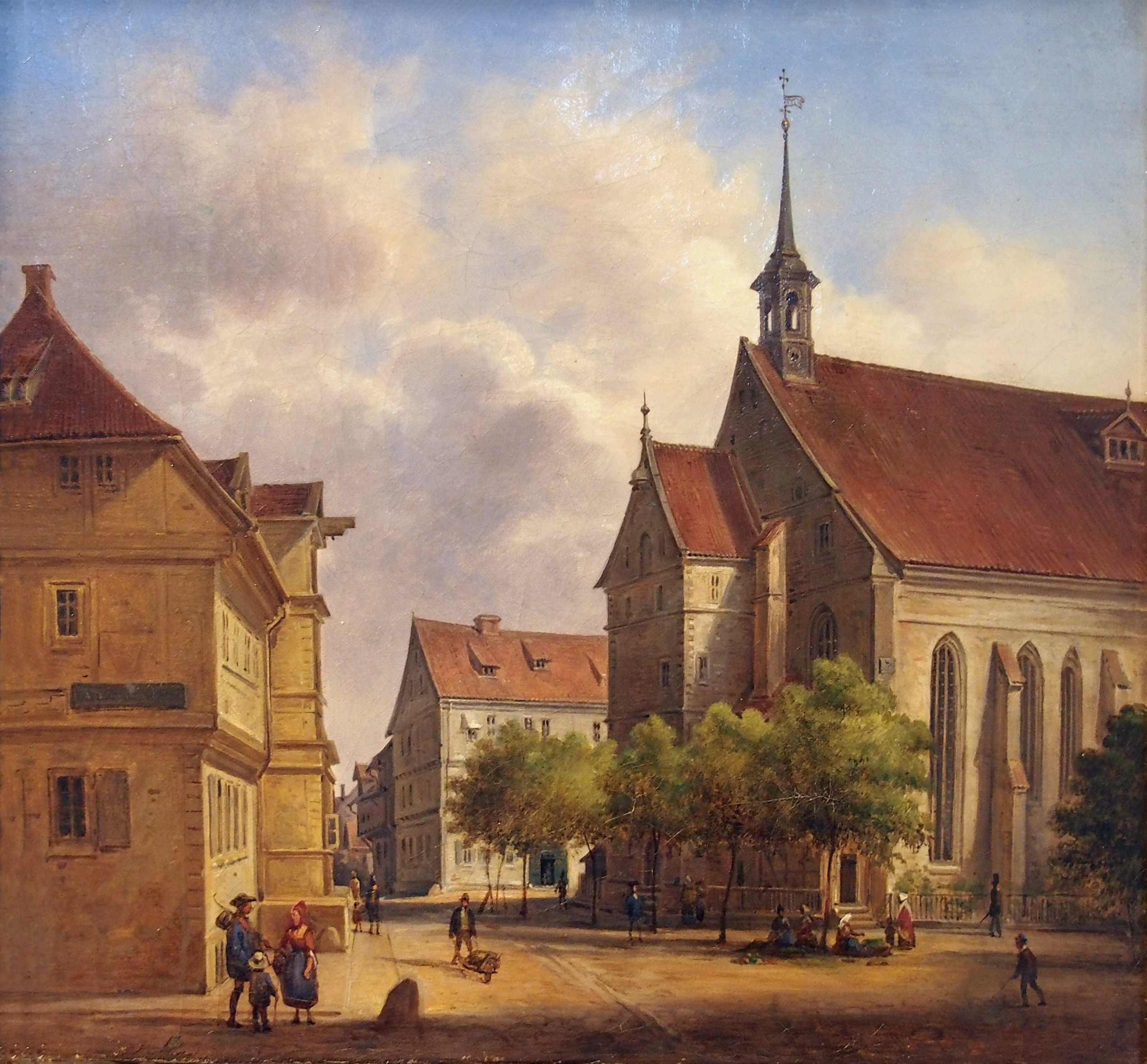
Stadtkirche ohne Kirchturm (1840)

Der Bau der Stadtkirche St. Marien wurde vermutlich 1292 begonnen. Es war zu der Zeit, als Herzog Otto II. der Strenge Altencelle aufgab und vier Kilometer nordwestlich eine neue Siedlung, die spätere Stadt Celle, gründete. Die ursprünglich rein gotische, querschifflose, aus Backsteinen und Feldsteinen errichtete dreischiffige Hallenkirche wurde 1308 „unserer lewen frowe“ – der Jungfrau Maria – geweiht.
Erst 1516 erhielt die Kirche einen Turm. Dieser wurde 1530 wieder abgerissen und durch einen Glockenstuhl ersetzt. Oberhalb dieses Glockenstuhls wurde 1532 ein Uhrenhaus eingebaut. In alten Unterlagen wird 1551 eine Sanguhr (eine Uhr mit einem Glockenspiel) erwähnt. Der Glockenstuhl wurde 1576 durch einen Dachreiter ersetzt. Dieser musste 1717 dem noch heute erhaltenen Dachreiter weichen. 1896 wurde eine neue Turmuhr in den Dachreiter eingebaut, die noch heute zu besichtigen und – bis auf das Zeigerwerk – noch voll funktionsfähig ist. 1913 wurde der 74 Meter hohe Kirchturm an der Westseite der Kirche gebaut. Ab ca. 1970 wurden die Uhren am Kirchturm durch eine elektromechanische Uhr gesteuert. Bei den heutigen Turmuhren wird seit 1999 die Zeit computerkontrolliert geregelt.
1967/1968 wurde auf der Grundlage eines Gutachtens von Konrad Hecht die gesamte Kirche renoviert. Ab 1993 erfolgte die Sanierung des Tonnengewölbes.

## Ausstattung

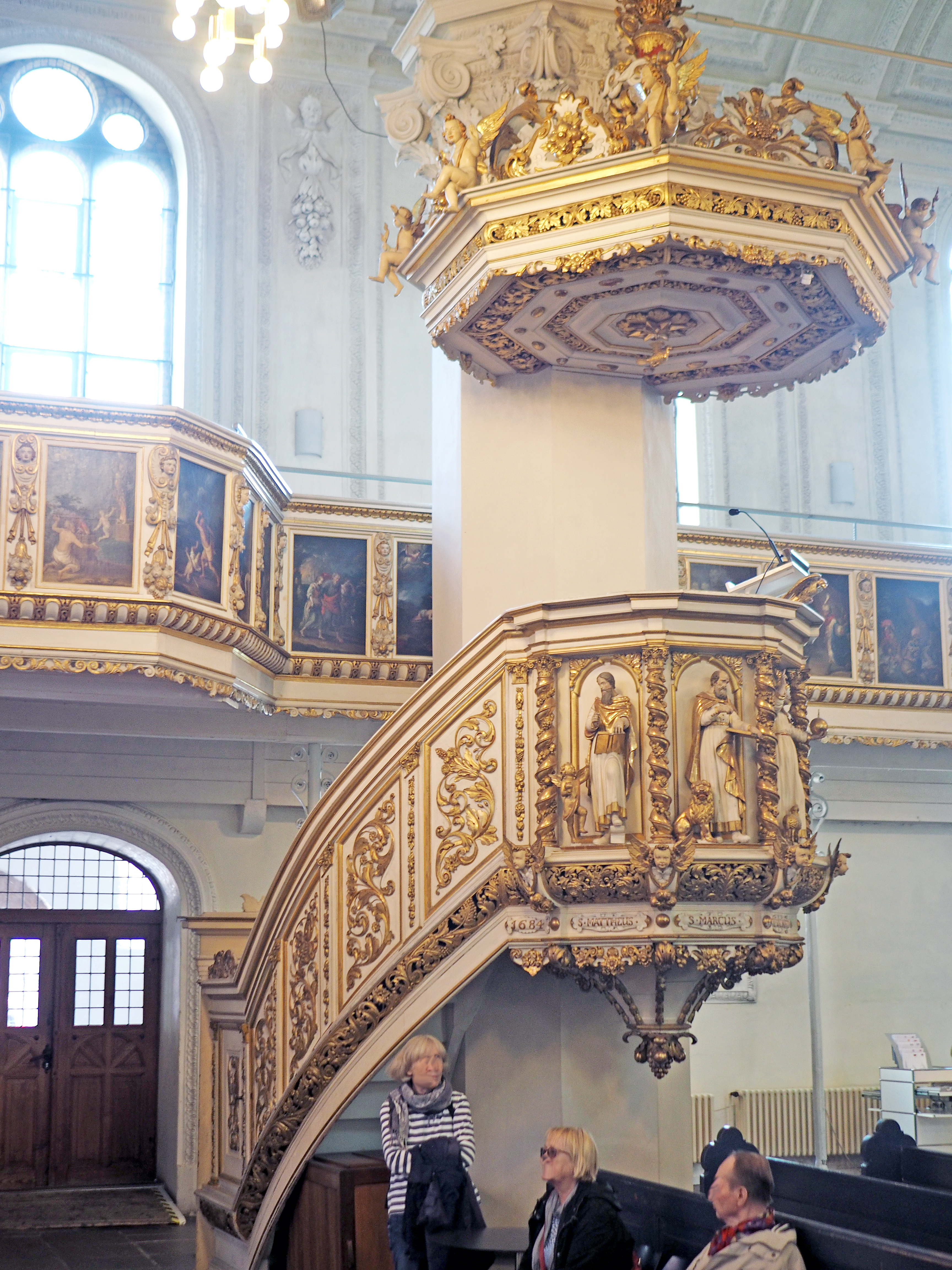
Kanzel

Chorraum und Altar

Über dem Chor befindet sich das älteste Bildwerk der Kirche, eine mittelalterliche Kreuzigungsgruppe, die um 1495 geschaffen wurde. Unter dem Kreuz stehen Maria, Jesu Mutter, und Johannes.
An den Pfeilern vor dem Chor, der mit seinen gotischen Rippenbogen nach oben führt, stehen Petrus und Paulus. Die Stuckaturen der Kirche sind mit Engeln und Pflanzen geschaffen.
Die Epitaphe im Chorraum sind Gedenksteine an die Herzöge von Braunschweig-Lüneburg, die seit dem 15. Jahrhundert in Celle residierten. Auf den Bildern der zweiten Empore sind Propheten, an der Kanzel die Evangelisten abgebildet.
Als Herzog Ernst der Bekenner mit seinem Generalsuperintendenten Urbanus Rhegius die Reformation im Lüneburger und Celler Land einführte, wurde die ursprüngliche Marienkirche eine evangelische Gemeindekirche, eine Predigtkirche.
Für die schmuckreiche barocke Ausgestaltung sorgten später italienische Kunsthandwerker. Die Kanzel wurde von dänischen Kunsthandwerkern geschaffen. Der Flügelaltar zeugt vom Kunstschaffen der Zeit von der Spätrenaissance zum Barock.
An der nördlichen Empore ist Emporenmalerei zum Neuen Testament, an der südlichen zum Alten Testament zu sehen, die wie eine Bilderbibel angeschaut werden kann.
Das Kircheninnere wurde 1834/1835 komplett erneuert.

## Orgel

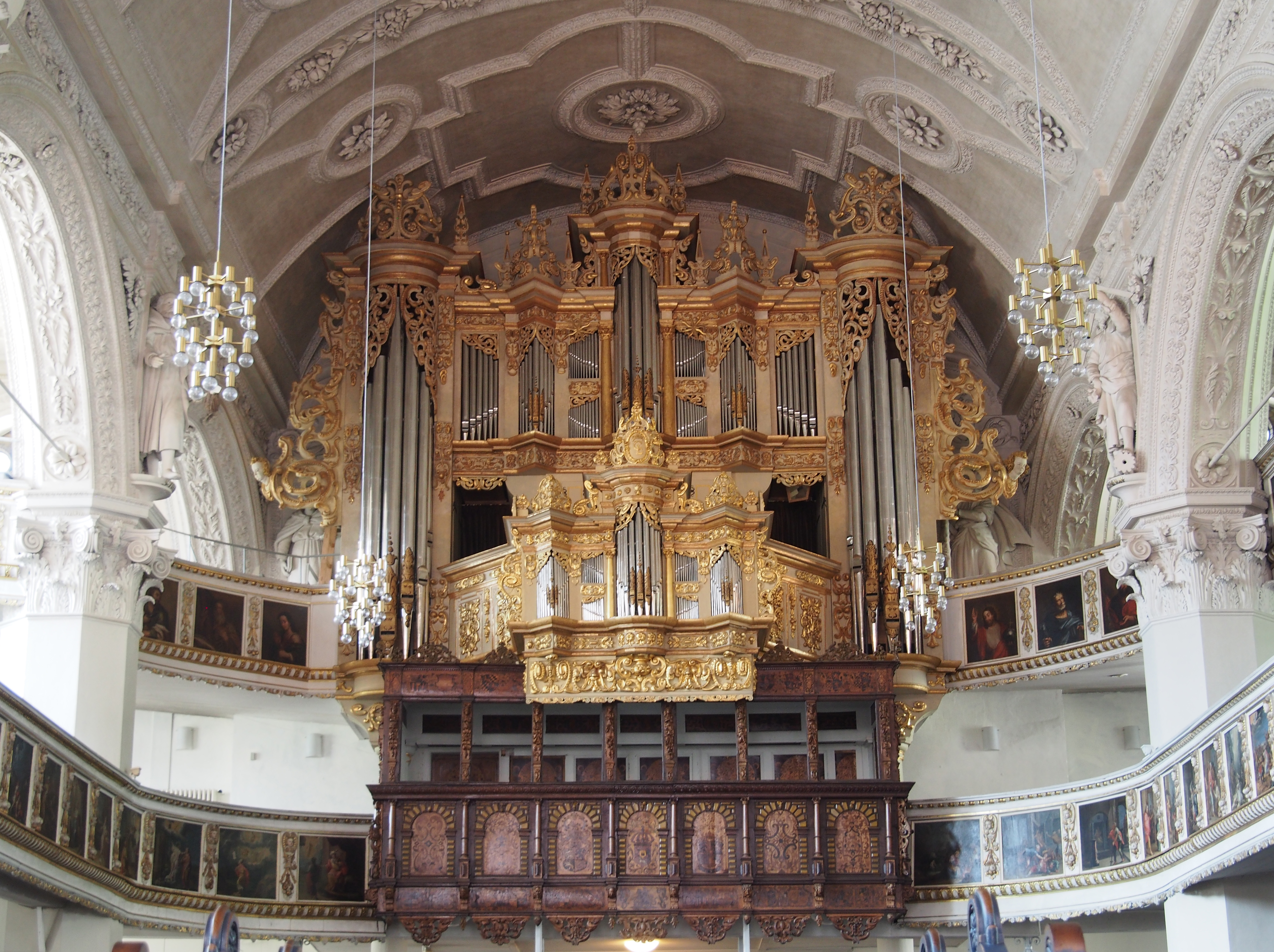
Barocker Orgelprospekt von 1687

Umgeben von Emporenbildern ragt der reichgeschnitzte Orgelprospekt auf. Hinter ihn wurde 1999 ein neues Werk nach den ursprünglichen Plänen von 1687 eingebaut. Herzog Christian Ludwig spendete 1653 das Instrument, dessen Fassade bis heute erhalten ist. Es wurde von Hermann Kröger und Berendt Hus erbaut und 1685–1687 durch Martin Vater erweitert. 1997–1999 wurde das gesamte Pfeifenwerk durch den Orgelbaumeister Rowan West in traditioneller Art rekonstruiert, das Orgelgehäuse wiederhergestellt und restauriert sowie ein zusätzliches Hinterwerk ergänzt. Heute verteilen sich die Register auf drei Manuale und Pedal.
| I Rückpositiv C–f3 |                 |     |
| 1.                 | Principal       | 4′  |
| 2.                 | Quintadena      | 8′  |
| 3.                 | Gedackt         | 8′  |
| 4.                 | Rohrflöte       | 4′  |
| 5.                 | Octava          | 2′  |
| 6.                 | Waldflöte       | 2′  |
| 7.                 | Sesquialtera II |     |
| 8.                 | Scharff IV      |     |
| 9.                 | Dulcian         | 16′ |
| 10.                | Krummhorn       | 8′  |
|                    | Tremulant       |     |

| II Oberwerk C–f3 |             |     |
| 11.              | Principal   | 8′  |
| 12.              | Quintadena  | 16′ |
| 13.              | Gemshorn    | 8′  |
| 14.              | Rohrflöte   | 8′  |
| 15.              | Octava      | 4′  |
| 16.              | Coppelflöte | 4′  |
| 17.              | Quinta      | 3′  |
| 18.              | Superoctava | 2′  |
| 19.              | Mixtur V-VI |     |
| 20.              | Trumeten    | 8′  |
| 21.              | Vox humana  | 8′  |

| III Brustwerk C–f3 |               |        |
| 22.                | Gedackt       | 8′     |
| 23.                | Blockflöte    | 4′     |
| 24.                | Octava        | 2′     |
| 25.                | Tertia        | 1 3⁄5′ |
| 26.                | Quintflöte    | 1 ⁄2′  |
| 27.                | Trechterregal | 8′     |
| 28.                | Schalmey      | 4′     |

| III Hinterwerk C–f3 |                |        |
| 29.                 | Principal      | 8′     |
| 30.                 | Traversflöte   | 8′     |
| 31.                 | Viola da Gamba | 8′     |
| 32.                 | Octava         | 4′     |
| 33.                 | Gedeckflöte    | 4′     |
| 34.                 | Nasat          | 3′     |
| 35.                 | Querflöte      | 2′     |
| 36.                 | Tertia         | 1 3⁄5′ |
| 37.                 | Mixtur IV      | 1′     |
| 38.                 | Trumeten       | 16′    |
| 39.                 | Hobo           | 8′     |

| Pedal C–f1 |            |     |
| 40.        | Principal  | 16′ |
| 41.        | Subbaß     | 16′ |
| 42.        | Octava     | 8′  |
| 43.        | Gedecktbaß | 8′  |
| 44.        | Octava     | 4′  |
| 45.        | Mixtur VI  |     |
| 46.        | Posaune    | 16′ |
| 47.        | Trumeten   | 8′  |
| 48.        | Trumeten   | 4′  |
| 49.        | Cornet     | 2’  |

## Fürstengruft
→ Hauptartikel siehe Fürstengruft (Celle)
Die Fürstengruft, die noch im Besitz des Welfenhauses ist, beherbergt unter anderem den Prunksarg des Herzogs Georg Wilhelm, sowie den Sarg seiner  Mätresse und späteren Ehefrau der Französin Eleonore d’Olbreuse, und den Sarg deren Tochter Sophie Dorothea, die als „Prinzessin von Ahlden“ in die Geschichte einging.

## Turm und Glocken

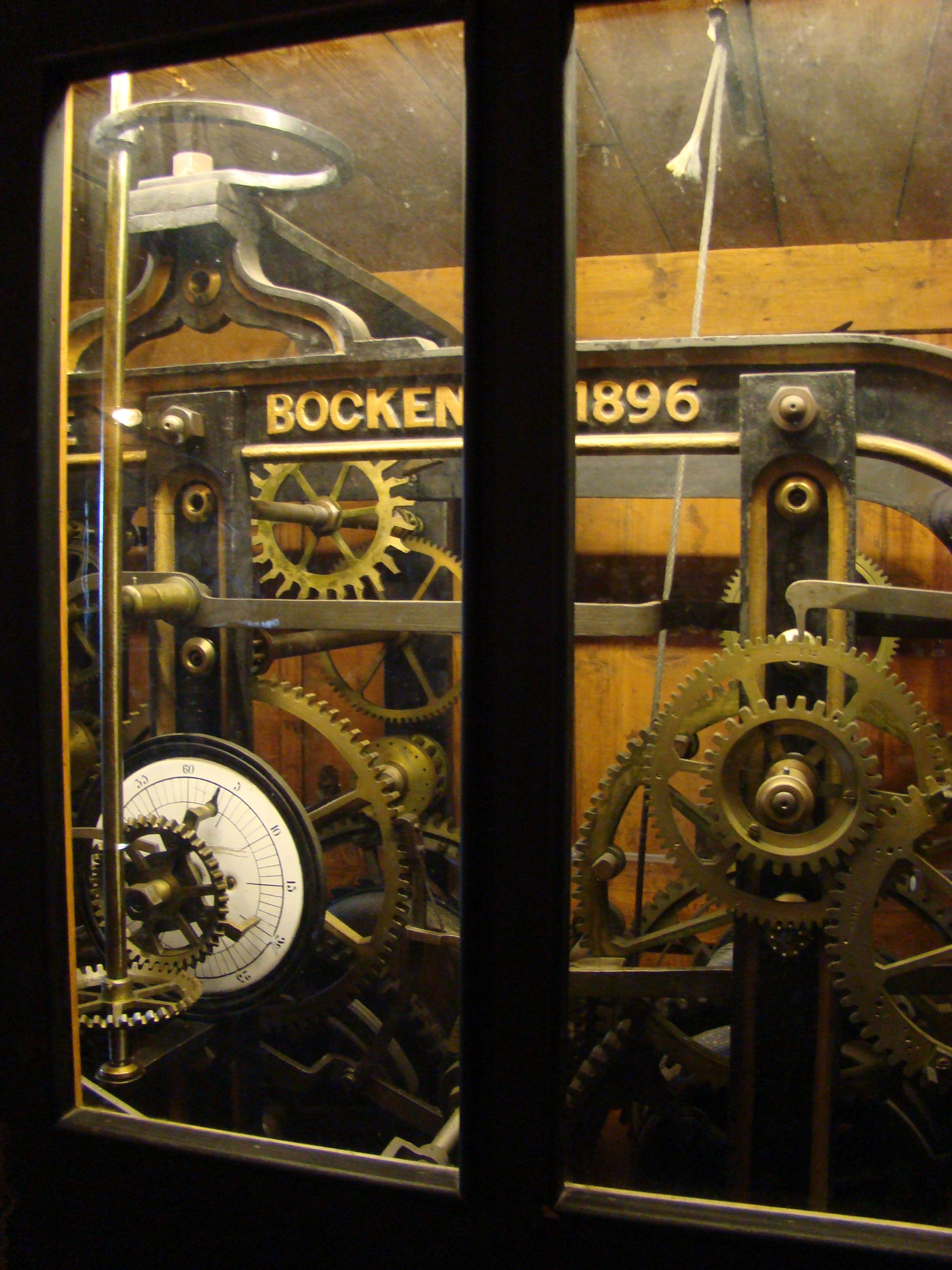
Alte Turmuhr von 1896

In der Zeit von April bis Ende Oktober können Besucher den 74 Meter hohen Turm besteigen.
In ihm hängt ein großes Geläut aus vier Glocken, von denen die größte, die Friedensglocke,  2008 von der  Glockengießerei Bachert in Karlsruhe gegossen und zum 1. Advent desselben Jahres eingeweiht wurde. Sie wurde anlässlich der 700-Jahr-Feier der Stadtkirche vom Rat der Stadt gestiftet. Im Zuge dessen wurden die drei vorhandenen Barockglocken restauriert. Diese hingen vor dem Turmbau im Gewölbe unter dem Kirchendach. Heute hängen die Glocken in einem Holzglockenstuhl an Holzjochen und verfügen über neue geschmiedete Klöppel, von denen der schwerste, jener der Friedensglocke, über 400 kg wiegt.
Zwei stählerne Uhrschlag-Glocken in den Schlagtönen b1 und des2 wurden ebenfalls 2008 bei Bachert in Karlsruhe gegossen.
| Nr. | Gussjahr | Gießer, Gussort             | Umfang | Gewicht | Schlagton |
| --- | -------- | --------------------------- | ------ | ------- | --------- |
| 1   | 2008     | Albert Bachert, Karlsruhe   | 231 cm | 8202 kg | ges°      |
| 2   | 1664     | Joh. Phil. Kohler           | 171 cm | 2530 kg | b°        |
| 3   | 1701     | Joh. Phil. Kohler           | 158 cm | 2390 kg | des1      |
| 4   | 1723     | Ludolf Siegfriedt, Hannover | 133 cm | 1330 kg | es1       |

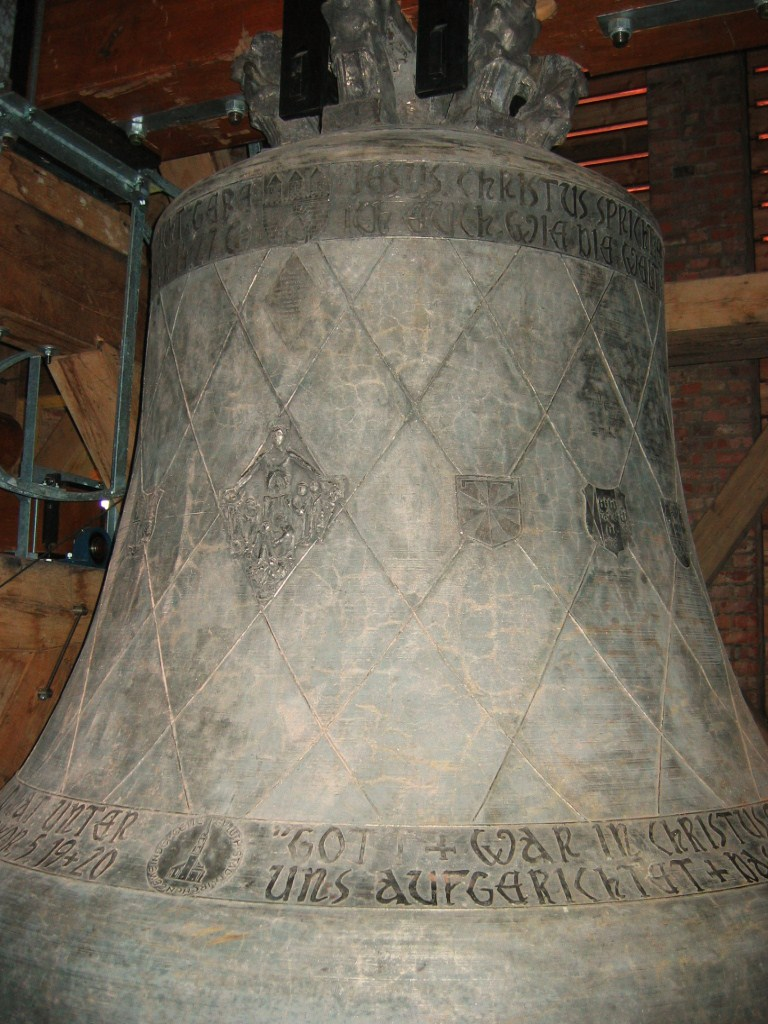
Glocke 1, Friedensglocke
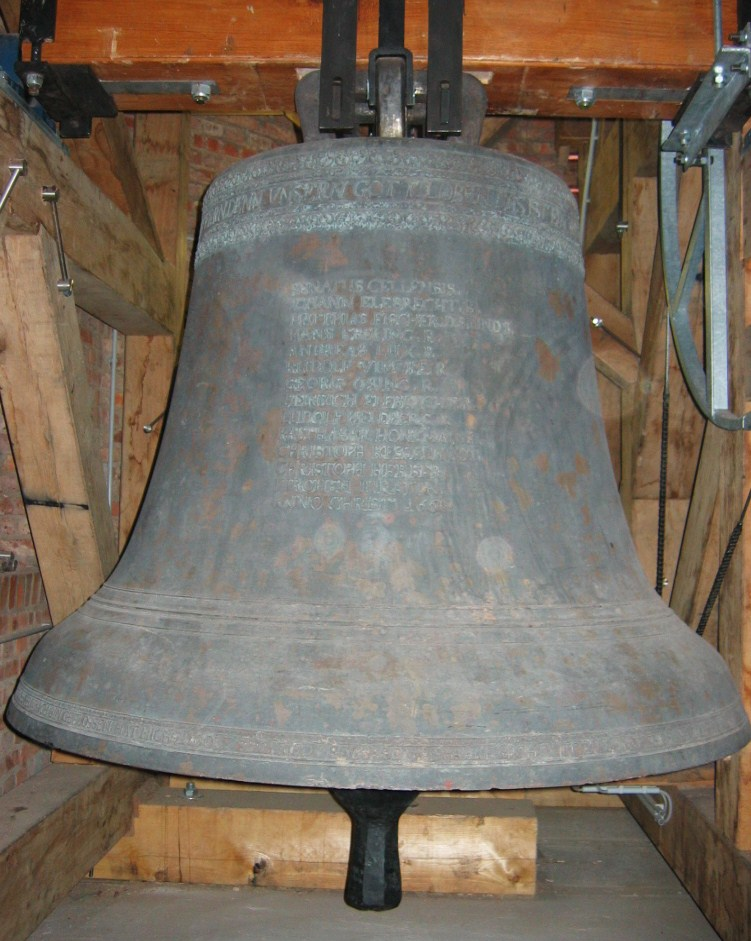
Glocke 2
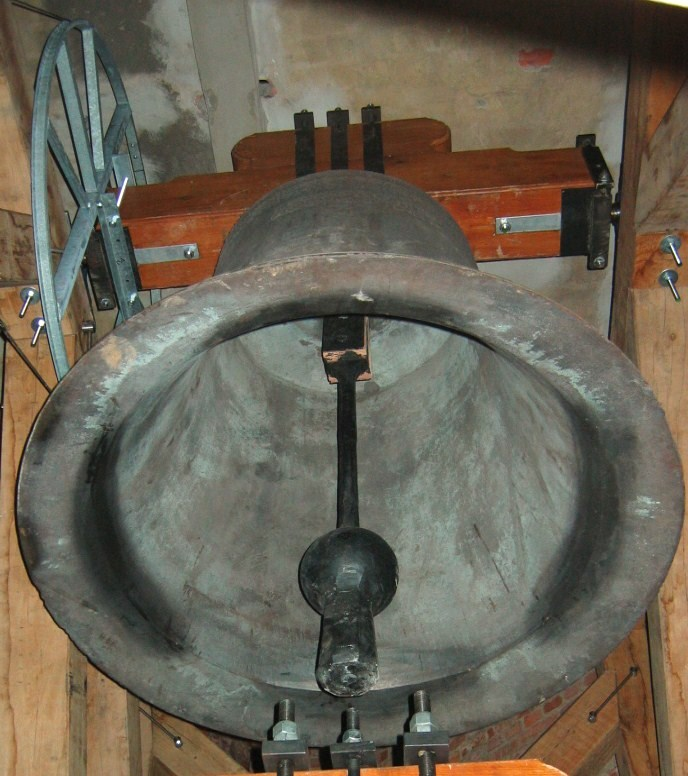
Glocke 3
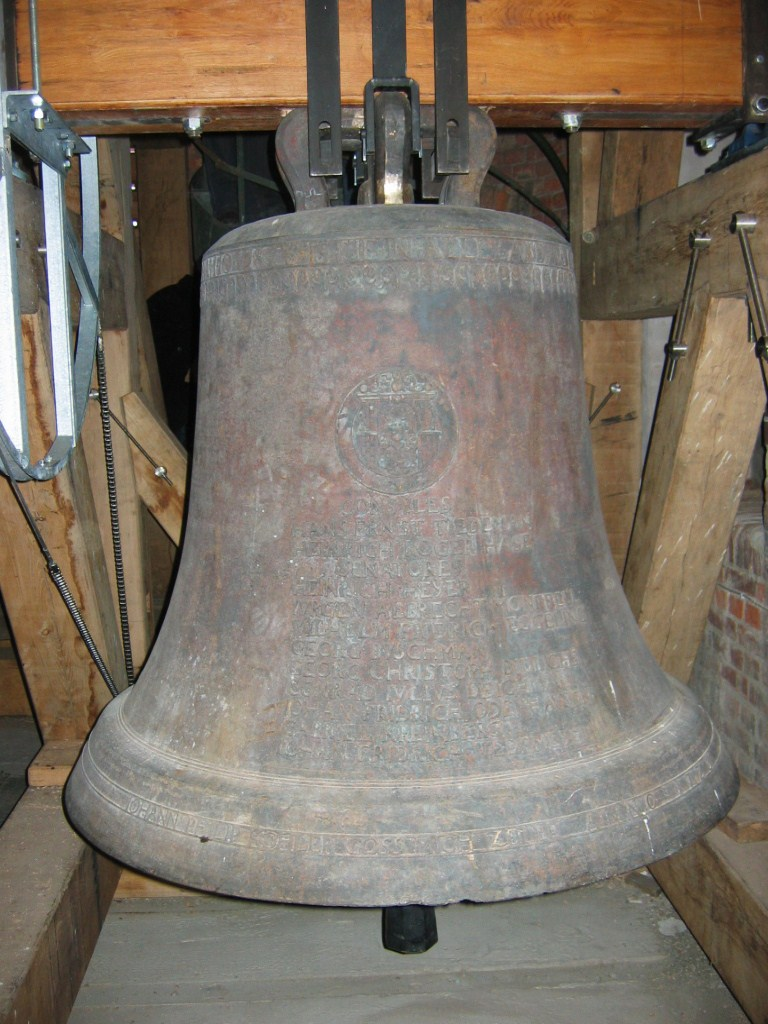
Glocke 4